# Бервин (Пенсилванија)
Бервин (енгл. Berwyn) насељено је место без административног статуса у америчкој савезној држави Пенсилванија.

## Демографија
По попису из 2010. године број становника је 3.631.
| Група             | 2000.    | 2010.         |
| Белци             | 0 (0,0%) | 3.176 (87,5%) |
| Афроамериканци    | 0 (0,0%) | 167 (4,6%)    |
| Азијати           | 0 (0,0%) | 148 (4,1%)    |
| Хиспаноамериканци | 0 (0,0%) | 84 (2,3%)     |
| Укупно            | 0        | 3.631         |